# Сини Хаваи
„Сини Хаваи“ (на английски: Blue Hawaii) е американски игрален филм (комедия, мюзикъл) от 1961 година на режисьора Норман Таурог, по сценарий на Хал Кантър и Алан Уейз. Оператор е Чарлс Ланг Мл. Музиката във филма е композирана от Джоузеф Дж. Лили.

## Актьорски състав
| Роля               | Изпълнител       |
| ------------------ | ---------------- |
| Чадуик „Чад“ Гейтс | Елвис Пресли     |
| Майли Дювъл        | Джоан Блакман    |
| Сара Лий Гейтс     | Анджела Лансбъри |
| Абигейл Прентис    | Нанси Уолтърс    |
| Фред Гейтс         | Роланд Уинтърс   |
| Джак Келмън        | Джон Арчър       |
| Г-н Чапман         | Хауърд Макниър   |
| Тъкър Гарви        | Стив Броди       |
| Енид Гарви         | Ирис Адриан      |
| Уайхила            | Хило Хати        |
| Елинор Корбет      | Джени Максуел    |
| Патси Саймън       | Дарлийн Томпкинс |